# Ministère de la Santé (Slovaquie)
Pour les articles homonymes, voir Ministère de la Santé.
Le ministère de la Santé (en slovaque : Ministerstvo zdravotníctva), appelé avant 1990 « ministère de la Santé et des Affaires sociales », est l’administration slovaque chargée de la mise en œuvre de la politique du gouvernement dans le domaine de la santé.
Le titulaire actuel est Kamil Šaško (en), ministre de la Santé dans le gouvernement Fico IV.

## Organisation

### Ministre
Depuis le 10 octobre 2024, Kamil Šaško (en) est le ministre de la Santé dans le gouvernement Fico IV.